# Stanley Fink
Stanley Fink, baron Fink (né le 15 septembre 1957) est un gestionnaire de fonds spéculatifs et homme politique britannique, anciennement PDG de Man Group plc. Membre du Parti conservateur, il est pair à vie à la Chambre des lords depuis 2011.

## Jeunesse
Stanley Fink est né le 15 septembre 1957 à Crumpsall, Manchester ; son père tenait une épicerie. Fink étudie à la Manchester Grammar School avant de poursuivre ses études à Trinity Hall, Cambridge,.

## Carrière dans les affaires
Fink commence sa carrière dans le cabinet d'expertise comptable Arthur Andersen, se qualifiant en tant que FCA avant de travailler brièvement pour Mars Inc, puis de rejoindre Citibank. Il est directeur général de Man Group, un fonds spéculatif, de 2000 à 2007,. Décrit comme le «parrain» de l'industrie des hedge funds au Royaume-Uni, il est reconnu pour avoir bâti le Man Group jusqu'à son statut de société publique FTSE 100, la plus grande société de fonds spéculatifs cotée au monde .
En septembre 2008, Fink devient directeur général d'International Standard Asset Management (ISAM) en partenariat avec Michael Levy. Nommé président de l'ISAM en 2015, il quitte son conseil d'administration en décembre 2018.
Fink siège au conseil d'administration de Marex Spectron et est  président et principal actionnaire de Zenith Hygiene Group pendant 10 ans, qui est vendu à Bain Capital en 2018.
Fink est un investisseur de départ dans Ecometrica, une entreprise de logiciels environnementaux de premier plan, dont le siège est à Édimbourg, qui opère dans le monde entier. Il est aussi un des premiers investisseurs dans New Forests Company, parmi les plus grandes entreprises forestières durables en Afrique opérant en Ouganda, en Tanzanie et au Rwanda, la société est devenue un leader du marché dans la fourniture de bois durable et de poteaux de transmission certifiés FSC dans toute l'Afrique de l'Est.
En juillet 2018, Fink est nommé conseiller spécial mondial d'eToro. Plus tard cette année-là, le family office Fink est formé, qui investit principalement dans les entreprises PropTech, FinTech et EdTech.

## Carrière politique
En janvier 2009, Fink est nommé co-trésorier du Parti conservateur . Créé pair à vie le 18 janvier 2011, il prend le titre de baron Fink, de Northwood dans le comté de Middlesex. Lord et Lady Fink sont des invités réguliers de David Cameron à Chequers et, après la démission de Peter Cruddas à la suite d'une affaire de corruption, Lord Fink revient en tant que trésorier du Parti conservateur, a qui il a donné 2,62 M £. Il fait ainsi partie des 20 plus gros donateurs du Parti conservateur .
En février 2015, Fink est accusé par le dirigeant travailliste Ed Miliband d'avoir entrepris des « activités d'évasion fiscale ». En réponse, il a simplement déclaré que non seulement il évitait les impôts, mais que « tout le monde pratique l'évasion fiscale à un certain niveau ».

## Philanthropie
Lord Fink est président des gouverneurs de l'Ark Burlington Danes Academy, président de l'hôpital pour enfants Evelina et siège au conseil d'administration de l'Oxford Centre for Hebrew and Jewish Studies. En septembre 2009, il est nommé président d'Absolute Return for Kids . En 2010, lui et Cherie Blair participent à une collecte de fonds pour l'association caritative Norwood, dont il est un bienfaiteur .

## Vie privée
En 1981, Fink épouse Barbara Paskin; ils ont deux fils, Jordan et Alex et une fille, Gabriella, et vivent dans le nord de Londres.